# Мортон, Хизер
Хи́зер Мо́ртон (англ. Heather Morton; род. 1 мая 1994) — шотландская и британская кёрлингистка.
В составе женской сборной Великобритании участница зимней Универсиады 2015.

## Достижения
- Чемпионат Шотландии по кёрлингу среди юниоров: серебро (2014).
- Чемпионат Шотландии по кёрлингу среди смешанных команд: серебро (2015).

## Команды
| Сезон                                          | Четвёртый       | Третий       | Второй           | Первый       | Запасной                             | Турниры            |
| ---------------------------------------------- | --------------- | ------------ | ---------------- | ------------ | ------------------------------------ | ------------------ |
| 2014                                           | Кэти Мюррей     | Софи Джексон | Лора Ритчи       | Jodie Milroy | Хизер Мортон тренер: Барбара Макпейк | ЧШЮ 2014           |
| 2014—15                                        | Jennifer Martin | Хейзел Смит  | Лора Ритчи       | Хизер Мортон |                                      |                    |
| 2015                                           | Хейзел Смит     | Лора Ритчи   | Ребекка Моррисон | Хизер Мортон |                                      | ЧШЖ 2015 (5 место) |
| 2015                                           | Хейзел Смит     | Лора Ритчи   | Рэйчел Холлидей  | Хизер Мортон | Ангарад Уорд тренер: Клэр Милн       | ЗУ 2015 (7 место)  |
| 2015—16                                        | Джина Эйткен    | Rowena Kerr  | Лора Ритчи       | Хизер Мортон |                                      | ЧШЖ 2016 (7 место) |
| Кёрлинг среди смешанных команд (mixed curling) |                 |              |                  |              |                                      |                    |
| 2014—15                                        | Крейг Уодделл   | Хизер Мортон | Кэмми Смит       | Jodie Milroy |                                      | ЧШСК 2015          |

(скипы выделены полужирным шрифтом)